# Quebrada Zapiga
La Quebrada Zapiga es curso natural de agua intermitente que fluye en la Región de Tarapacá y desemboca en la quebrada de Tiliviche de la pampa del Tamarugal.

## Trayecto
La quebrada Zapiga no aparece en los mapas disponibles.

## Historia
Luis Risopatrón la describe como:: 956 
Zapiga (Quebrada de). 19° 36' 70° 00' Presenta una pequeña laguna en su nacimiento, en la pampa del Tamarugál, ofrece un manantial que da 136 m³ en 24 horas, de agua no buena, aunque se ha bebido, corre hacia el W i va a unirse con la quebrada de Tiliviche, al N del lugarejo de San Roberto. 96, p. 62; i 77, p. 120; i quebradura en 95, p. 46.
Risopatrón también tiene en su diccionario a:
Crisiste (Manantial de) 19° 38'? 69° 50'? Revienta en la pampa del Tamarugal, en el nacimiento de la quebrada de Zapiga. 96, p. 70.
Brañez (Vertiente) 19° 38' 69° 57'. Produce un chorro permanente de agua, que da 42 m³ en 24 horas i se encuentra en la cabecera de la quebrada de Zapiga. 95, p. 39; i 149, i, p. 135.